# Czarikar
Czarikar (perski: چاریکار) – miasto w środkowym Afganistanie. Jest stolicą prowincji Parwan. W 2021 roku populacja wynosiła ok. 206 tys. mieszkańców. Miasto zostało założone przez Aleksandra Wielkiego w latach 20. IV wieku p.n.e.jako Aleksandria Kaukaska.
W mieście rozwinął się przemysł spożywczy, garncarski oraz metalowy